# Luis Giannattasio
Luis Giannattasio Finocchietti (Montevideo, 19 novembre 1894 – Montevideo, 7 febbraio 1965) è stato un ingegnere e politico uruguaiano.

## Biografia
Di professione ingegnere, è stato Presidente del Consejo Nacional de Gobierno (carica che sostituì quella della Presidenza della Repubblica) dal 1º marzo 1964 al 7 febbraio 1965.
Morì ancora in carica poco dopo aver partecipato in veste ufficiale ai funerali di Winston Churchill a Londra.
La sua morte avvenne domenica 7 settembre, quasi un mese prima del ritrovamento dopo una rivendicazione pubblica dall'estero, il 2 marzo, a Ciudad de la Costa di un baule in un bungalow contenente il corpo del criminale nazista lettone rifugiato dal 1946 in Brasile Herberts Cukurs, giunto nel paese per un incontro d'affari rivelatosi una trappola mortale fatta dal Mossad.